# Айван Ван Сертіма
Айван Гладстон Ван Сертіма (26 січня 1935 — 25 травня 2009) — британський асоційований професор африканських студій Ратґерського університету у США, народився в Гаяні.
Він був найбільш відомий своїми припущеннями про альтернативне походження ольмеків, різновидом теорії контактів з Америкою до Колумба, яку він запропонував у своїй книзі «Вони прийшли до Колумба» (1976). Хоча його ольмекська теорія «широко поширилася серед афроамериканської спільноти, як серед мирян, так і вчених», вона здебільшого ігнорувалась у месоамериканській науці та була відкинута як афроцентрична псевдоархеологія та псевдоісторія з метою «пограбування культур корінних американців».

## Ранні роки
Ван Сертіма народився у Кітті-Віллідж, поблизу Джорджтауна, у тодішній колонії Британської Гвіани (сучасна Гаяна); у нього було британське громадянство протягом усього життя. Він закінчив початкову та середню школу у Гаяні та почав писати вірші. Він відвідував Школу східних і африканських досліджень (ШСАД) Лондонського університету з 1959 року. У 1969 році на додаток до письменницького напрямку Ван Сертіма закінчив з відзнакою навчання на факультеті африканських мов і літератури у ШСАД.
З 1957 до 1959 рік Ван Сертіма був співробітником зі зв'язків з пресою та радіомовленням в інформаційній службі Гаяни. Протягом 1960-х років він кілька років працював журналістом у Великій Британії, ведучи щотижневі передачі на країни Карибського басейну та Африку. Ван Сертіма одружився з Марією Надь у 1964 році; вони усиновили двох синів, Ларрі та Майкла.
Виконуючи польову роботу в Африці, у 1967 році він склав словник юридичних термінів мовою суахілі. У 1970 році Ван Сертіма іммігрував до США, де він вступив до Рутґерського університету у Нью-Брансвіку, штат Нью-Джерсі.
Після розлучення з першою дружиною у 1984 році Сертіма вдруге одружився з Жаклін Л. Паттен, яка мала двох дочок.

## Опубліковані праці
Він опублікував свою книгу «Вони прийшли до Колумба» у 1976 році, коли був аспірантом Рутґерса. У книзі в основному розглядаються його аргументи щодо африканського походження месоамериканської культури у Західній півкулі. Опублікований Random House, а не академічною пресою, книга стала бестселером і привернула широку увагу серед афроамериканської спільноти своїми твердженнями про доісторичні африканські контакти та поширення культури у Центральній та Південній Америці. Тодішні наукові експерти загалом «ігнорували або відхиляли» це тези, у 1997 році в академічному журналі «Current Anthropology» його теорію різко розкритикували.
Ван Сертіма здобув ступінь магістра у Рутґерс у 1977 році. У 1979 році він став доцентом африканських студій Рутґерса на кафедрі африканських студій. Також у 1979 році Ван Сертіма заснував «Журнал африканських цивілізацій», який самостійно редагував і публікував протягом десятиліть.
Він опублікував кілька щорічних збірників, журнальних випусків, присвячених різним темам африканської історії. Його стаття «Втрачені науки Африки: Огляд» (1983) обговорює ранні досягнення Африки у металургії, астрономії, математиці, архітектурі, інженерії, сільському господарстві, навігації, медицині та письмі. Він стверджував, що вища освіта в Африці, як і в інших країнах, є прерогативою еліт у центрах цивілізацій, роблячи їх уразливими у випадку знищення цих центрів і втрати таких знань. Ван Сертіма також обговорював науковий внесок Африки в нарисі для номера журналу «Африканське відродження», опублікованому у 1999 році (вперше він опублікував цей нарис у 1983 році). Це був запис конференції присвяченій Африканському Відродженню, яка відбулася у Йоганнесбурзі, Південна Африка, у вересні 1998 року.
7 липня 1987 року Ван Сертіма виступив перед комітетом Конгресу США проти визнання 500-річчя «відкриття» Христофором Колумбом Америки. Він сказав: "Ви не можете собі уявити, наскільки це образливо для корінних американців… коли їм кажуть, що їх «відкрили».

### «Вони прийшли до Колумба: Африканська присутність у Стародавній Америці» (1976)
У цій книзі Айван Ван Сертіма досліджує свою теорію про те, що африканці дісталися суші та мали значний вплив на корінне населення Месоамерики, насамперед на цивілізацію ольмеків. Ван Сертіма досягає цього завдяки розділам, які значною мірою покладаються на драматичну оповідь. Цей прийом, а також неоднозначність доказів, які використовував автор, призвели до сприйняття праці як псевдонауки або псевдоархеології. Книга вийшла друком у Random House і не проходила рецензування.
Ван Сертіма охопив більшу аудиторію завдяки розділам, розказаним діячами минулого, зокрема Христофором Колумбом і королем Малі Абубакаром II. Використовуючи історії з першоджерел часто є доказами, наведеними Ван Сертімою, які поєднанні з висновками та перебільшенням, хоча автор натякає читачам, що розповідь заснована на фактах. У розділі 5 «Серед Кетцалькоатлів» Ван Сертіма розповідає про прибуття Абубакара II до ацтеків у Мексиці у 1311 році, описуючи короля Малі як «істинне дитя сонця, яке потемніло від його променів» пряме та явне порівняння з ацтекським «богом сонця» Кетцалькоатлем. Описана взаємодія не ґрунтується на історичних доказах, й автор не наводить джерела для підтвердження. Це один із багатьох прикладів теорій Ван Сертіми про те, що месоамериканські міфології ґрунтуються на теоріях контактів з Америкою до Колумба.
Між розділами оповіді Ван Сертіма розвиває свої основні твердження про контакт Африки з Америкою в стилі нарису з додаванням зображень артефактів, це в основному фотографії керамічних голів, які, за словами автора, мають африканські риси. Зображення африканського чоловіка та жінки для порівняння розміщені без фотографій жителів району, де знайшли артефакти. Ван Сертіма зосереджує увагу на велетенських головах ольмеків, які «беззаперечно» мають африканські риси, водночас експерти з Месоамерики, як-от Річард Діль, заперечують ці твердження, оскільки статуї стилізовані та загальновизнані представниками корінних жителів Месоамерики.
Ван Сертіма стверджує, що африканський контакт, ймовірно, відбувався не один раз. У четвертому розділі «Африканці через море» Ван Сертіма досліджує численні способи, якими, на його думку, африканці могли подорожувати човном до Південної та Центральної Америки. Ван Сертіма описав технологію судноплавства, стверджуючи, що навіть найдавніші єгипетські кораблі були достатньо міцними, щоб перетнути Атлантику за течіями, які прямують від північно-західної Африки до Америки.
Розділ також присвячений присутності тикв звичайних, родом з Африки, знайдених у стародавніх месоамериканських могилах. Експерти визначили, що тикви перепливли Атлантику та їх викинуло на берег Америки, так вона з'явилася у месоамериканській культурі. Різьблені люльки для куріння, знайдені у месоамериканських археологічних пам'ятках, на думку автора, успадковані від африканських чи азійських приїжджих.
Ван Сертіма також присвячує значну частину книги взаємодії культур в середині Африки. У розділах 7 і 8, «Чорна Африка та Єгипет» і «Чорні королі двадцять п'ятої династії» відповідно, він досліджує Захід і Південь. Вплив африканської людини на давньоєгипетську цивілізацію. У розділі 8 обговорюються корисні інновації та розквіт культури під час нубійських правителів у Єгипті. Ці розділи підтверджують його аргумент щодо внеску африканських культур, особливо чорних африканських культур, у світові культури та цивілізації.
Ближче до кінця книги Ван Сертіма стверджує, що всі цивілізації здатні незалежного винахідництва, і що його заяви лежать між дифузіонізмом й ізоляціонізмом або ідеєю, що культури, розділені географічно, здатні винаходити подібні речі без взаємодії між ними. Однак деякі з найважливіших моментів його теорії приписують месоамериканські піраміди, муміфікацію, символіку, міфологію, календарну технологію та велику частину мистецтва впливу та керуванню африканцями. Критики у галузі антропології й археології стверджують, що автор зображує корінні месоамериканські народи нижчими та нездатними розвивати високорозвинені цивілізації, культури та технології без впливу африканців, які прибувають на човнах як «боги» в їхніх очах, як висловився Ван Сертіма. Твердження у цій книзі не є загальновизнаними у наукових галузях археології й антропології.

## Сприйняття
Працю Ван Сертіми про цивілізацію ольмеків критикували месоамериканські вчені, які вважали його заяви необґрунтовано та хибними. «Журнал африканських цивілізацій» Ван Сертіми не розглядався для включення до «Журналів століття». У 1997 році вчені у журналі «Current Anthropology» детально розкритикували багато деталей книги «Вони прийшли до Колумба». За винятком короткої згадки, книгу раніше не рецензували. Дослідники написали систематичне спростування тверджень Ван Сертіми, заявивши, що «пропозиція Ван Сертіми була безпідставною», стверджуючи, що поширення африканців відповідальне за доісторичну культуру ольмеків (у сучасній Мексиці). Вони зазначили, що жодного «справжнього африканського артефакту не знайшли під час археологічних розкопок у Новому Світі». Вони відзначили, що велетенські кам'яні голови ольмеків вирізьбили за сотні років до заявленого контакту та лише зовні виглядають африканськими; нубійці, яких Ван Сертіма вважав їхніми творцями, не схожі на ці «портрети». Вони також зазначили, що у 1980-х роках Ван Сертіма змінив свою хронологію африканського впливу, припустивши, що африканці потрапили до Нового Світу в 10 столітті до н. е., щоб врахувати пізніші незалежні дослідження у датуванні культури ольмеків.
До того ж вони назвали «помилковими» його твердження про поширення африканцям практики будівництва пірамід і муміфікацію, відзначили незалежне зростання цих звичаїв в Північній та Південній Америці. Вони додали, що Ван Сертіма «применшує[ив] справжні досягнення індіанської культури» своїми заявами про їхнє африканське походження.
Ван Сертіма написав відповідь для включення у статтю (як заведено в академічній практиці), але відкликав її. Журнал вимагав, щоб передруки містили повну статтю та оригінальну відповідь автора (написану, але не опубліковану). Натомість Ван Сертіма відповів своїм критикам у «своєму» журналі у випуску «Перегляд ранньої Америки»(1998).
У рецензії «Нью-Йорк таймс» 1977 року на книгу Ван Сертіми «Вони прийшли до Колумба» археолог Глін Деніел назвав книгу Ван Сертіми «неосвіченим сміттям» і підсумував, що праці Ван Сертіми та Баррі Фелла, які він також рецензував, «повідомляють нам погано аргументовані теорії, засновані на фантазіях». У відповідь на цю рецензію Кларенс Веянт, яка працювала помічником археолога, який спеціалізувався на кераміці у Трес-Сапотеес, написала листа до «Нью-Йорк таймс» на підтримку Ван Сертіми: «Праця Ван Сертіми — це підсумок шести або семи років ретельних досліджень, заснованих на археології, єгиптології, історії Африки, океанографії, астрономії, ботаніці, рідкісних арабських і китайських рукописах, листах і щоденниках перших американських дослідників і спостережень фізичних антропологів… Як людина, яка була занурена у мексиканську археологію приблизно на сорок років і брала участь у розкопках перших гігантських голів, я повинна зізнатися, що я повністю переконана в обґрунтованості висновків Ван Сертіми».
У 1981 році професор антропології Дін Р. Сноу писав, що Ван Сертіма «використовує вже звичну техніку зв'язування шматочків ретельно відібраних доказів, кожен з яких хірургічним шляхом вирваний з контексту, який дає раціональне пояснення». Сноу продовжив: «Висновки професійних археологів і фізичних антропологів спотворені так, що вони, здаються, підтверджують гіпотезу [Ван Сертіми]».
У 1981 році книга «Вони були перед Колумбом» отримала Літературну премію Кларенса Л. Голта. У 2004 році Сертіму прийняли до Зали слави афроамериканських випускників Рутґерса.

## Смерть і спадщина
Ван Сертіма вийшов на пенсію у 2006 році. Він помер 25 травня 2009 року у віці 74 років. У нього залишилися дружина та четверо дорослих дітей. Його вдова Жаклін Ван Сертіма заявила, що продовжуватиме видавати «Журнал африканських цивілізацій». Вона також планувала видати книгу його поезій.